# Mistrzostwa Afryki w Judo 2012
Mistrzostwa Afryki w judo rozegrano w Agadirze w Maroku w dniach 4–7 kwietnia 2012 roku.

## Tabela medalowa
| Poz.  | Państwo                  |    |    |    | Łącznie |
| ----- | ------------------------ | -- | -- | -- | ------- |
| 1.    | Maroko                   | 5  | 0  | 6  | 11      |
| 2.    | Tunezja                  | 4  | 6  | 2  | 12      |
| 3.    | Algieria                 | 3  | 3  | 9  | 15      |
| 4.    | Egipt                    | 3  | 2  | 2  | 7       |
| 5.    | Libia                    | 1  | 0  | 1  | 2       |
| 6.    | Senegal                  | 0  | 1  | 2  | 3       |
| .     | Kamerun                  | 0  | 1  | 2  | 3       |
| 8.    | Gabon                    | 0  | 1  | 1  | 2       |
| .     | Południowa Afryka        | 0  | 1  | 1  | 2       |
| 10.   | Angola                   | 0  | 1  | 0  | 1       |
| 11.   | Wybrzeże Kości Słoniowej | 0  | 0  | 2  | 2       |
| 12.   | Burkina Faso             | 0  | 0  | 1  | 1       |
| .     | Ghana                    | 0  | 0  | 1  | 1       |
| .     | Mauritius                | 0  | 0  | 1  | 1       |
| Razem | Razem                    | 16 | 16 | 31 | 63      |

## Medaliści

### Mężczyźni
| Konkurencja: | Złoto:           | Srebro:               | Brąz:                                 |
| −60kg        | Yassine Moudatir | Fraj Dhouibi          | Lyes Saker Lusanda Ngoma              |
| −66kg        | Ahmed El-Kawisah | Houcem Khalfaoui      | Ahmed Awad Youcef Nouari              |
| −73kg        | Hussein Hafiz    | Gideon van Zyl        | Larbi Grini Mohamed Abdulnasr         |
| −81kg        | Safouane Attaf   | Abderrahmane Benamadi | Mohamed Darwish Seifeddine Ben Hassen |
| −90kg        | Hiszam Misbah    | Dieudonne Dolassem    | Ammar Bin Jachlif Kinapeya Kone       |
| −100kg       | Ramadan Darwish  | Iljas Bu Jakub        | Adil Fikri Franck Moussima            |
| Ponad 100kg  | El Mehdi Malki   | Islam El-Shehaby      | Faicel Jaballah Mohammed Amine Tayeb  |
| Open         | Faicel Jaballah  | Mohamed Sayed Yousef  | Jalal Benalla Bilal Zouani            |

### Kobiety
| Konkurencja: | Złoto:          | Srebro:                   | Brąz:                                    |
| −48kg        | Hela Ayari      | Sabrina Saidi             | Philomene Bata Sandrine Ilendou          |
| −52kg        | Soraya Haddad   | Amani Khalfaoui           | Hanane Kerroumi Zouleiha Abzetta Dabonne |
| −57kg        | Ratiba Tariket  | Hortense Diédhiou         | Szandra Szögedi Fatima Zohra Ait Ali     |
| −63kg        | Rizlen Zouak    | Asma Bjaoui               | Séverine Nébié Kahina Saidi              |
| −70kg        | Houda Miled     | Antónia Moreira de Fátima | Assmaa Niang Aicha Benabderrahmene       |
| −78kg        | Hana Mareghni   | Audrey Koumba             | Amina Temmar Georgette Sagna             |
| Ponad 78kg   | Sonia Asselah   | Nihel Cheikh Rouhou       | Rania El Kilali ----                     |
| Open         | Rania El Kilali | Nihel Cheikh Rouhou       | Anabelle Laprovidence Monica Sagna       |